# Цеика (Валча)
Цеика (рум. Țeica) насеље је у Румунији у округу Валча у општини Окнеле Мари. Oпштина се налази на надморској висини од 305 m.

## Становништво
Према подацима из 2011. године у насељу је живело 77 становника.